# دهه ۶۸۰ (میلادی)
دهه ۶۸۰ (میلادی) دهه شصت و هشتم تقویم میلادی است.

## مناسبت‌ها
عاشورا  ۹ اکتبر ۶۸۰

## درگذشتگان
‎